# Golcówka
Golcówka – wzgórze w Imielinie, o wysokości 307,6 m n.p.m., najwyższe wzniesienie Garbów Imielina.
Wzgórze jest zbudowane z dolomitów i wapieni, w otoczeniu Golcówki znajduje się nieczynny kamieniołom. Na wzgórzu stała altanka, wybudowana ze środków powiatu. Z wzniesienia można zobaczyć m.in. szczyty Beskidów i Tatr.

## Flora i fauna

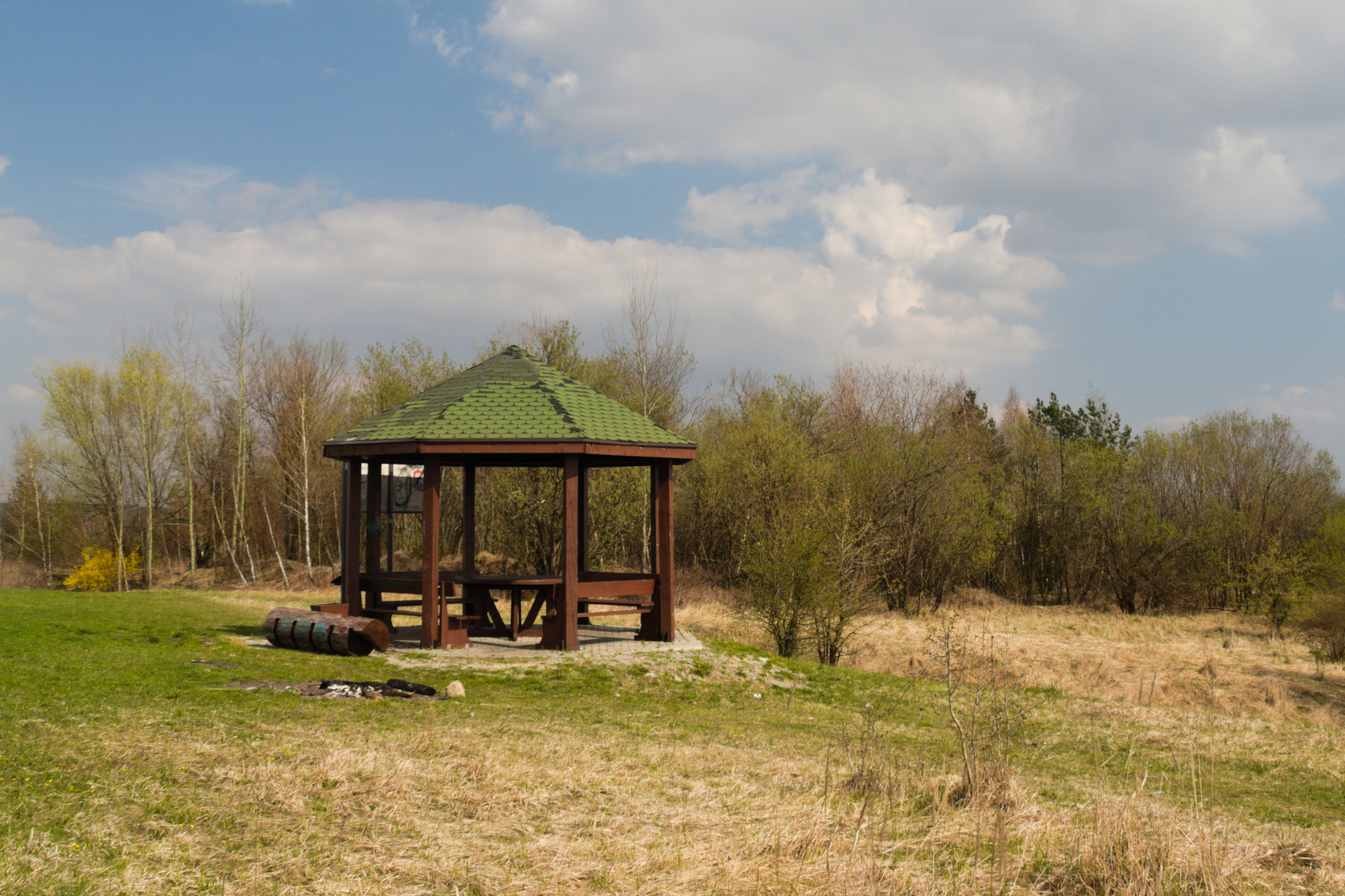
Altanka na Golcówce (2019)

Na wzniesieniu stwierdzono występowanie chronionej wilżyny ciernistej i muraw kserotermicznych, na których wyróżniono 45 gatunków roślin typowych dla tego rodzaju stanowisk, jak np. czosnek winnicowy, w tym 19 gatunków wymienionych w Czerwonej liście roślin naczyniowych województwa śląskiego.
Z owadów w rejonie Golcówki zaobserwowano np. pluskwiaka Macroplax preyssleri czy motyle modraszki.